# 지츠히우이펄루
지츠히우이펄루(헝가리어: Zichyújfalu)는 헝가리 페예르 주에 위치한 마을로, 면적은 10.82km2, 인구는 944명(2011년 기준), 인구 밀도는 87.25명/km2이다.

## 역사
지츠히우이펄루가 문헌에 처음으로 등장한 시기는 1239년이다.

## 사진

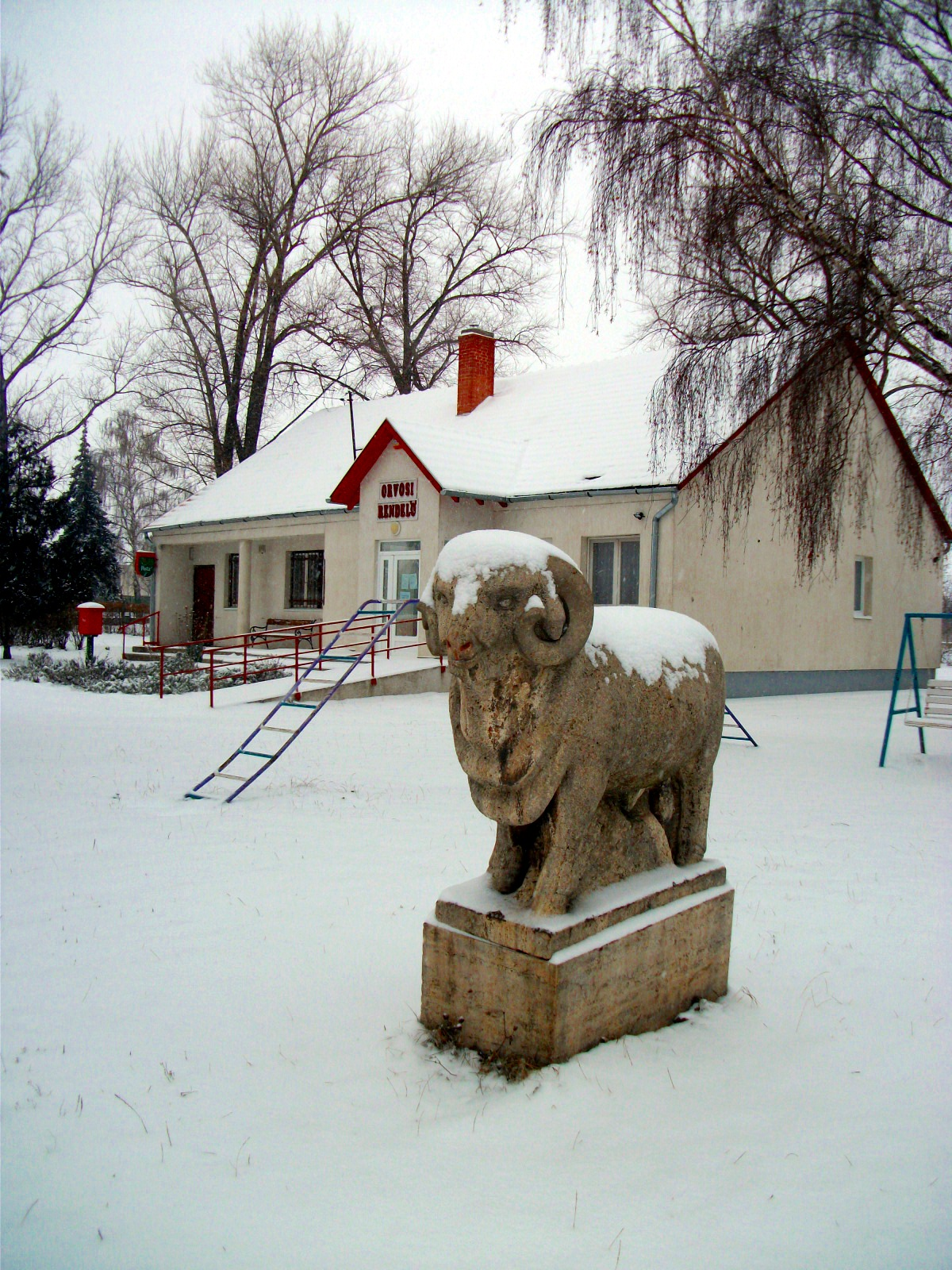
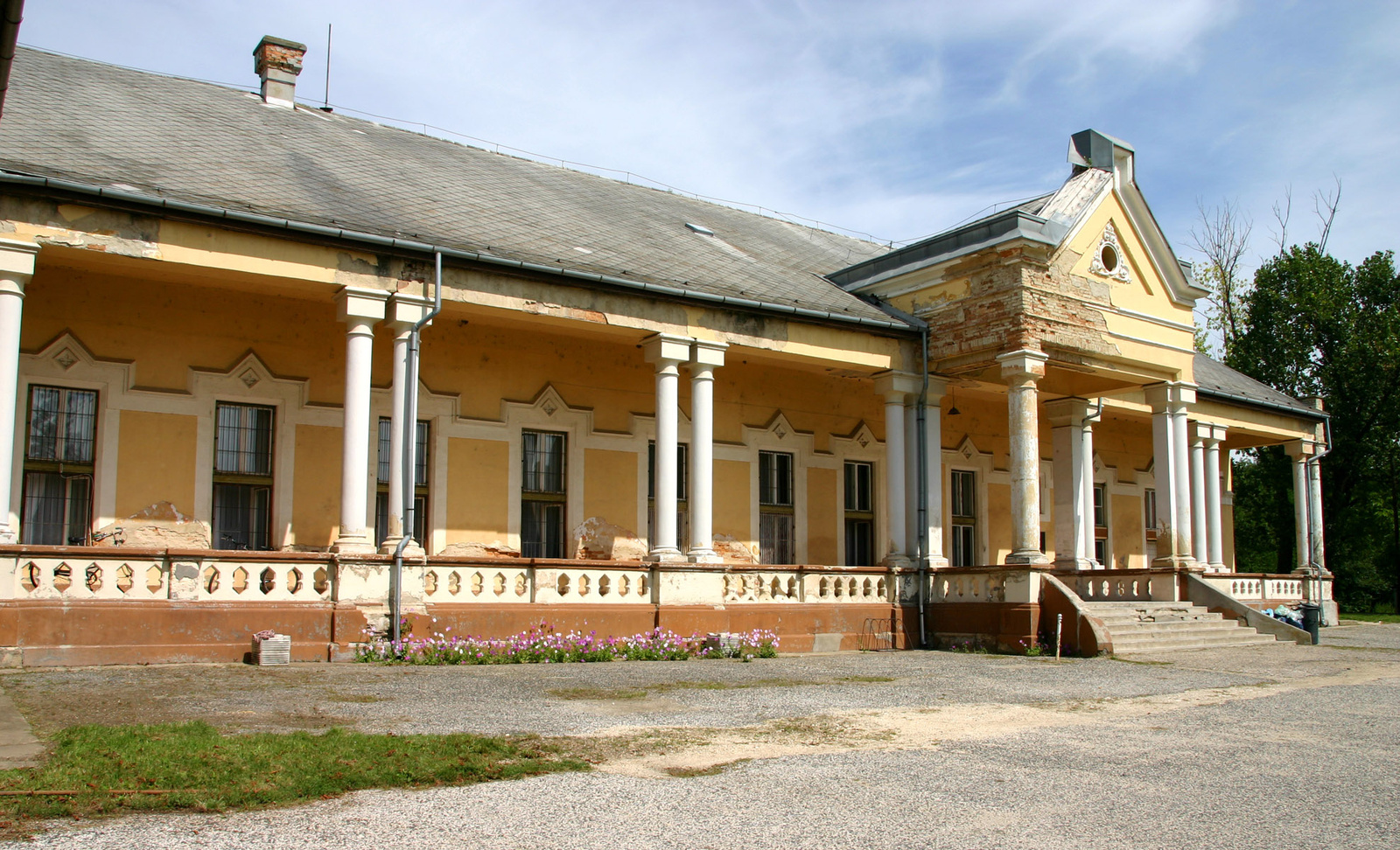
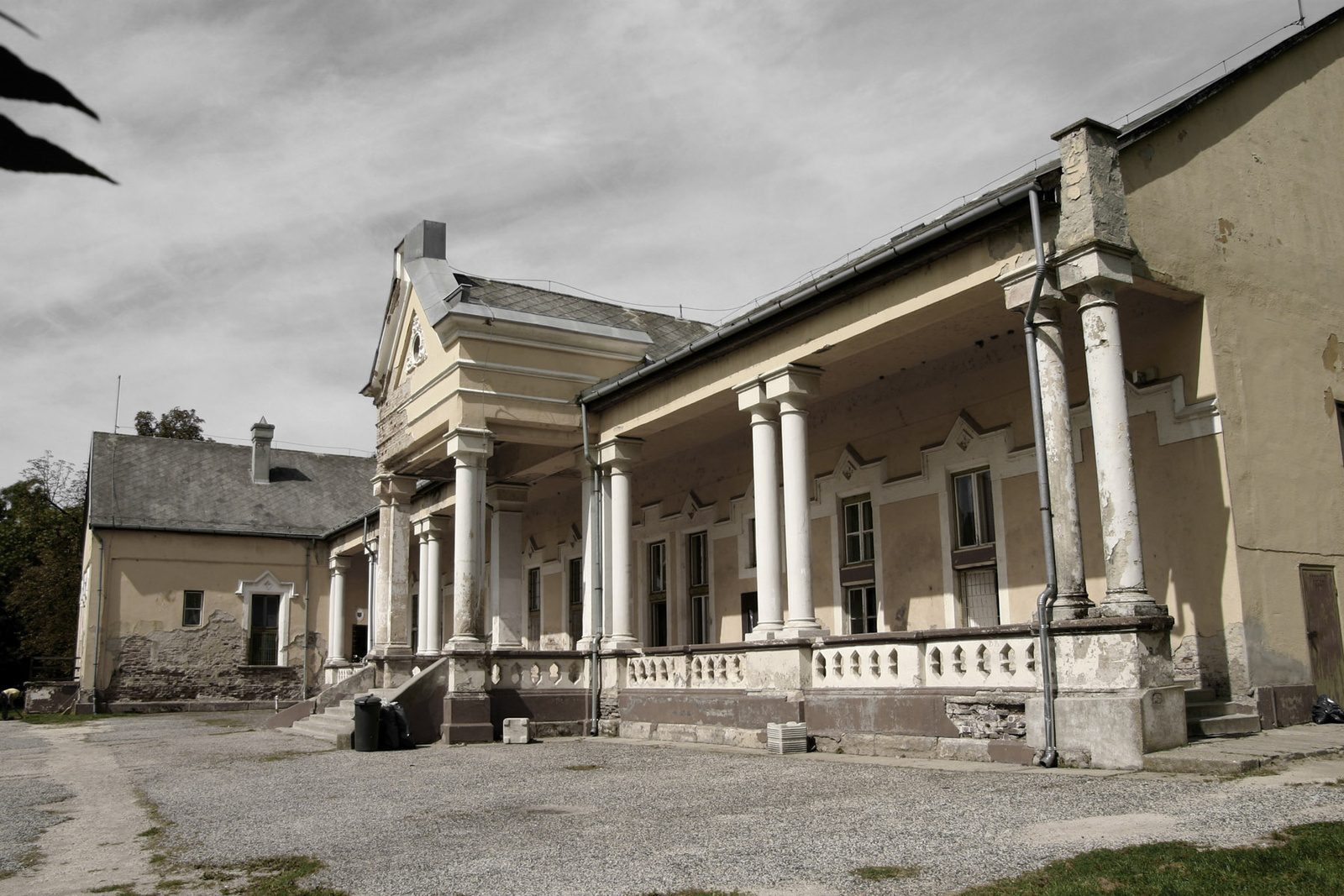
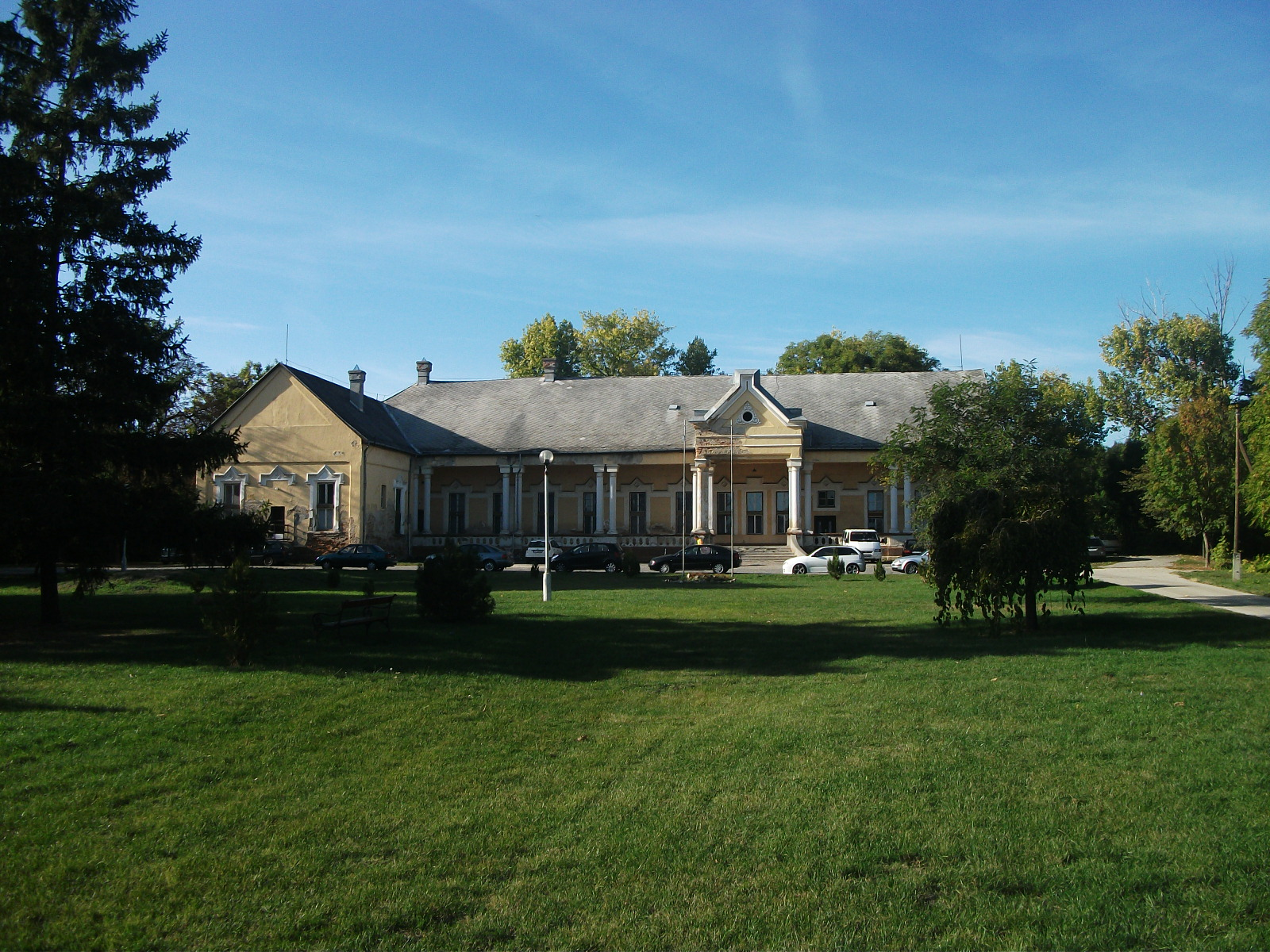
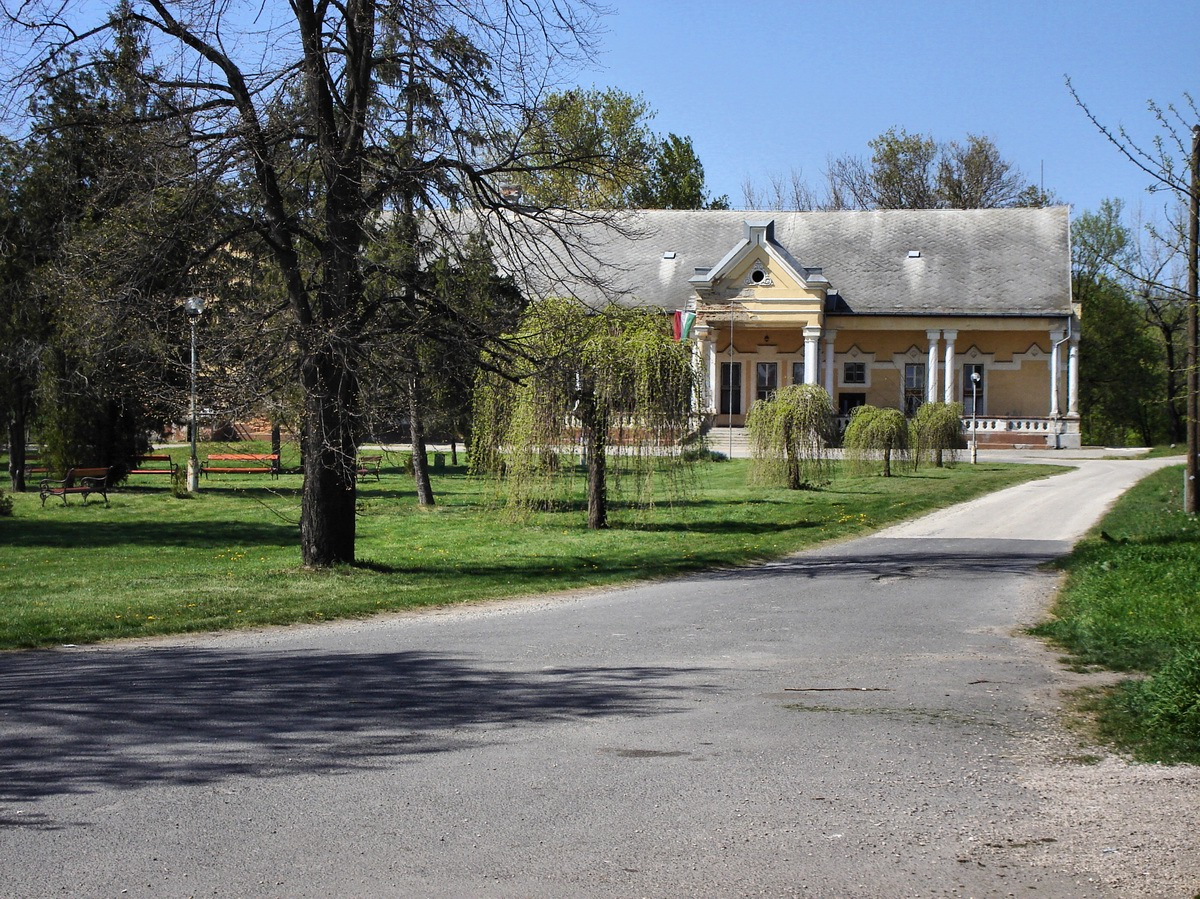
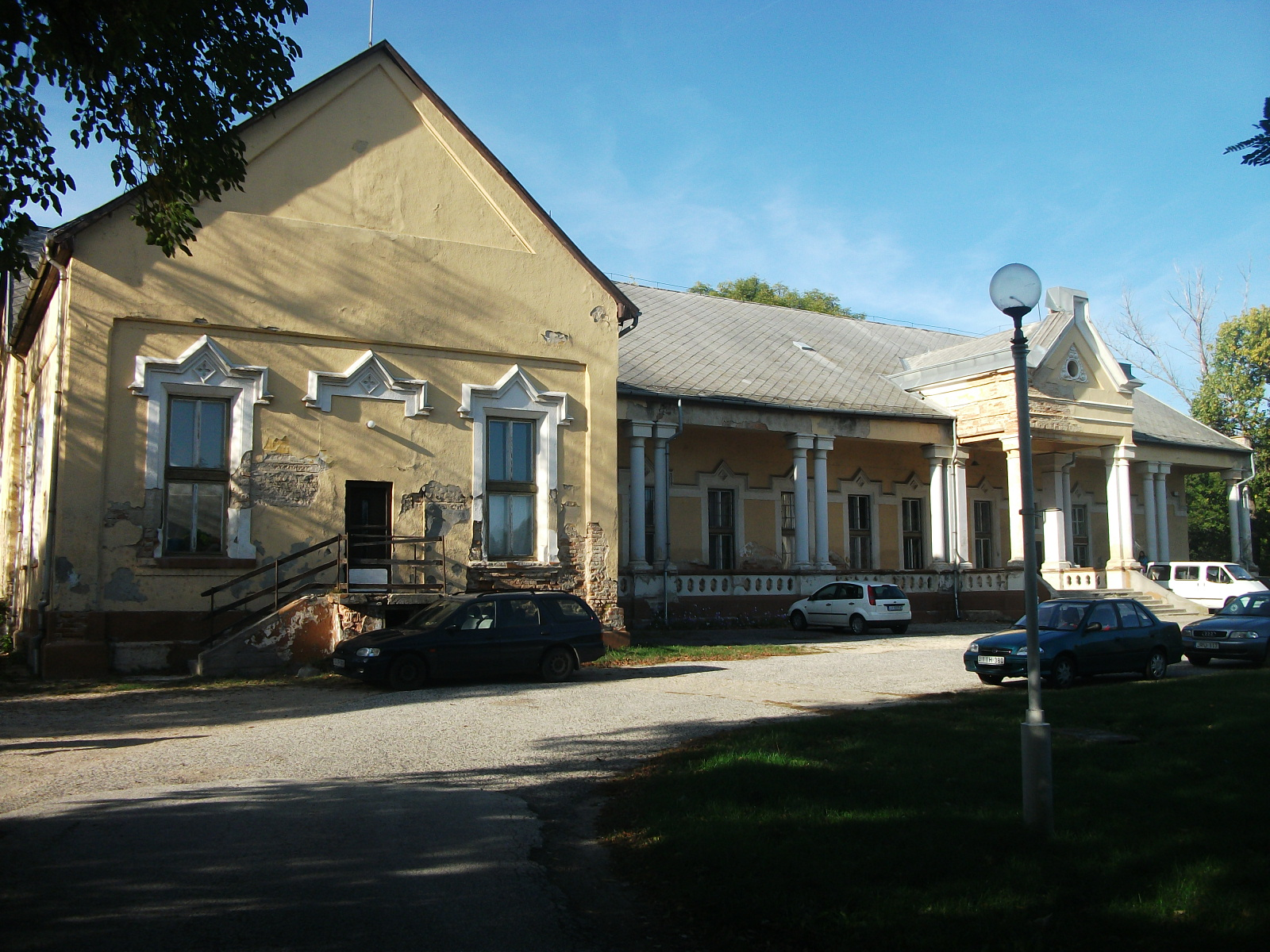
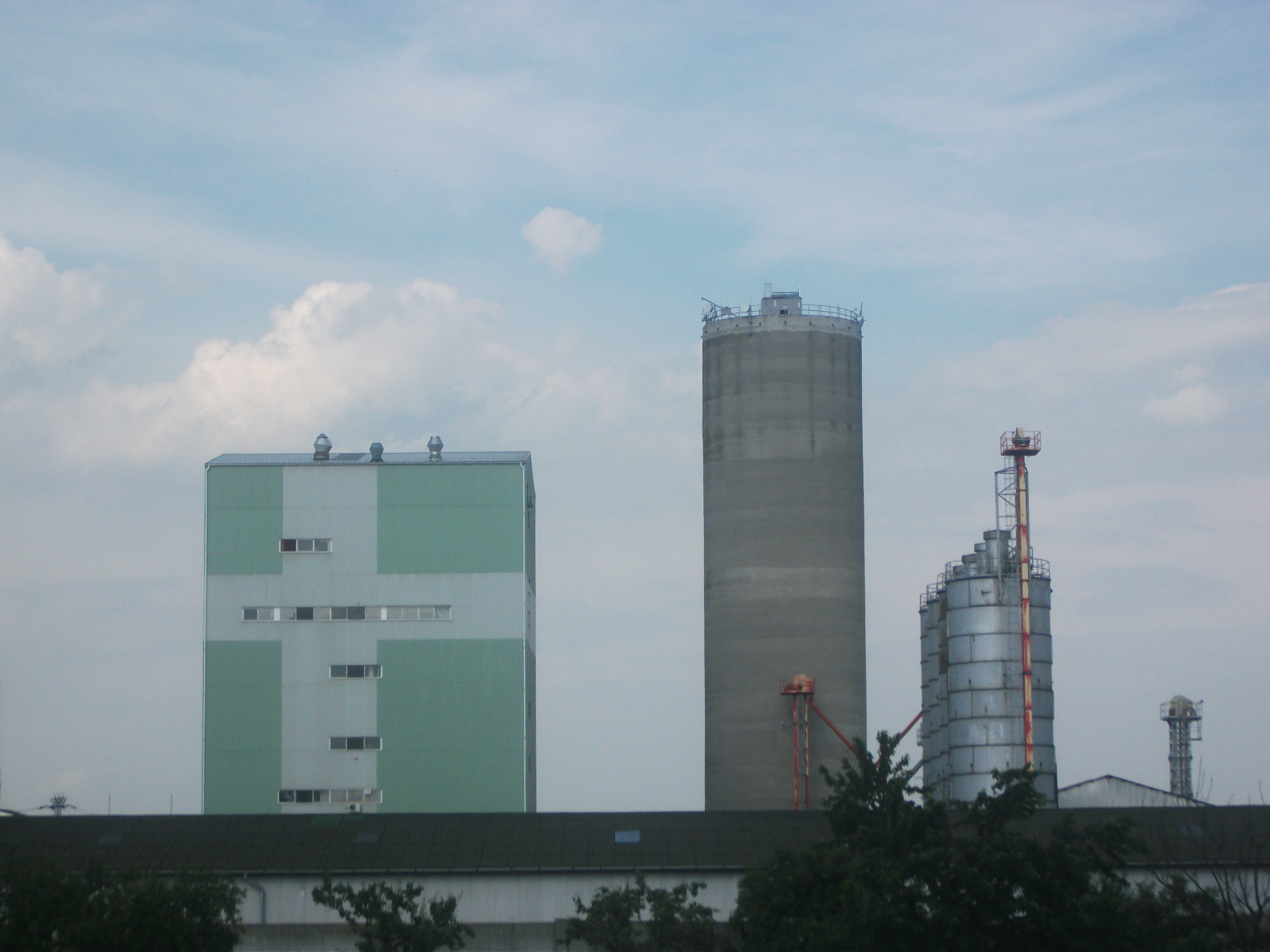
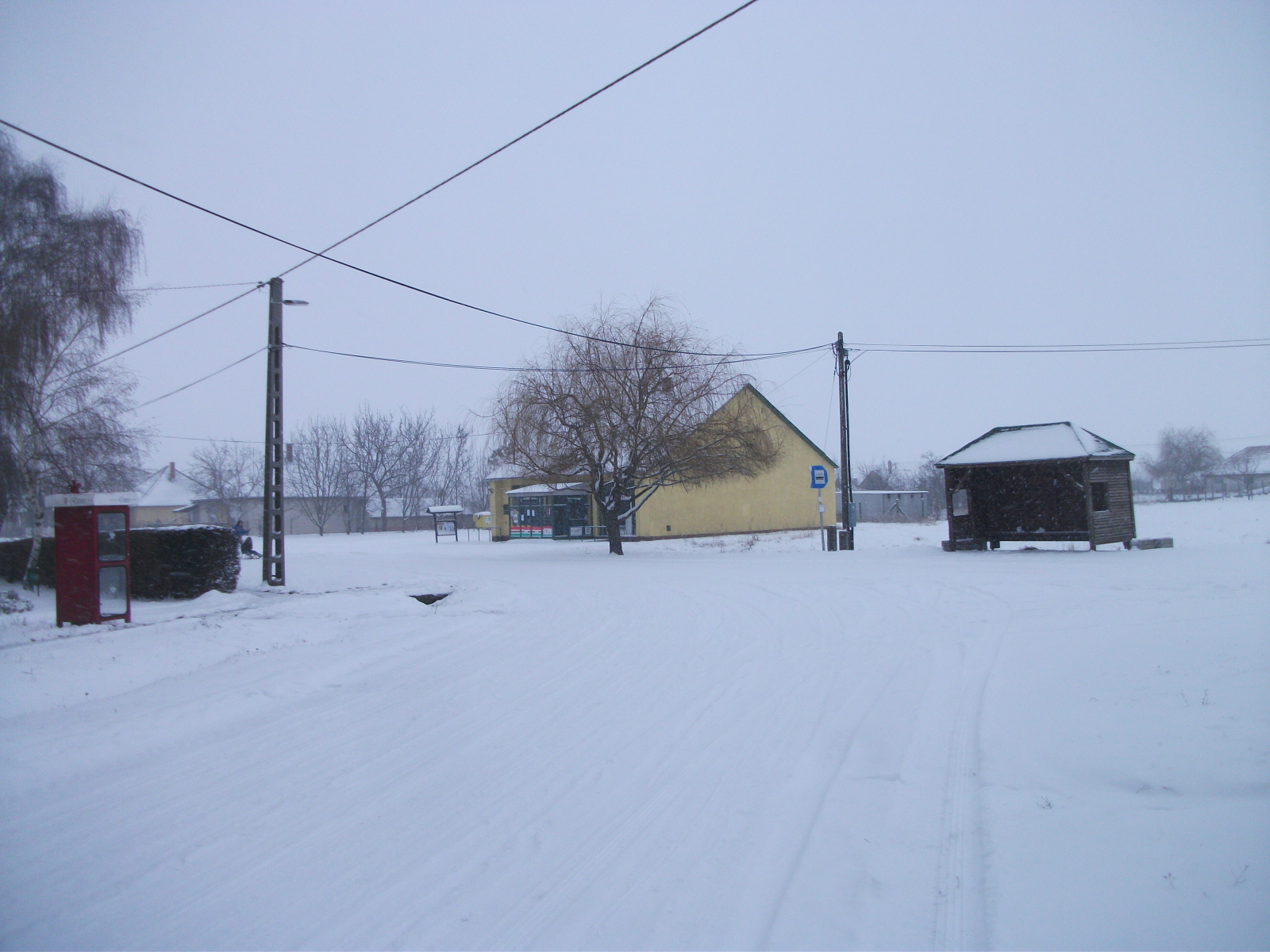
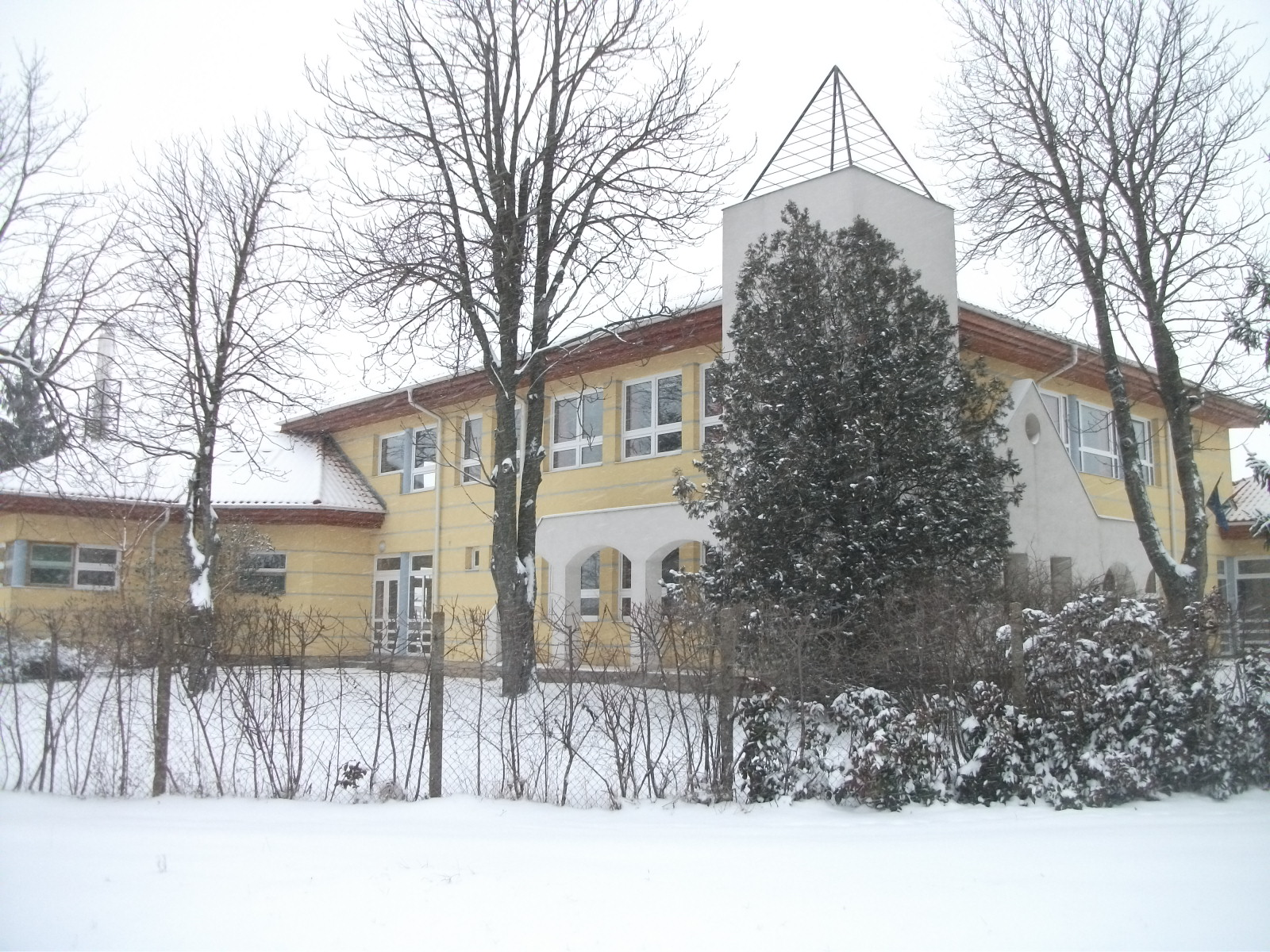
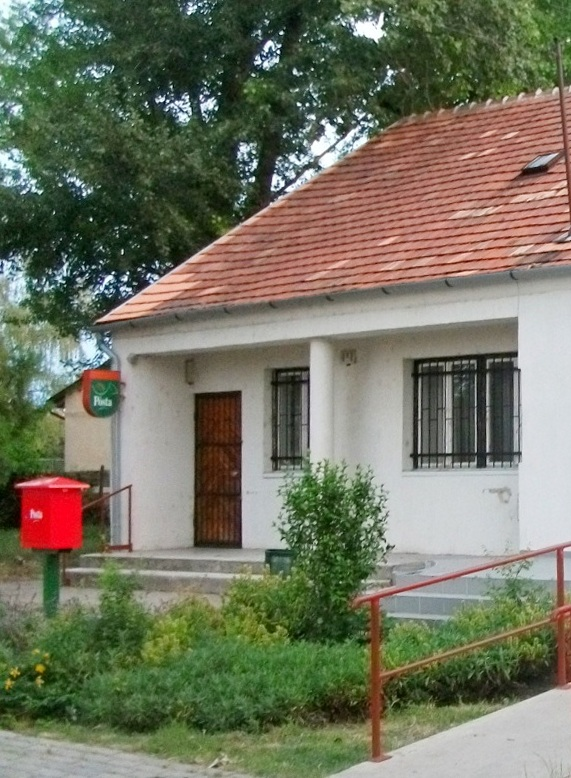
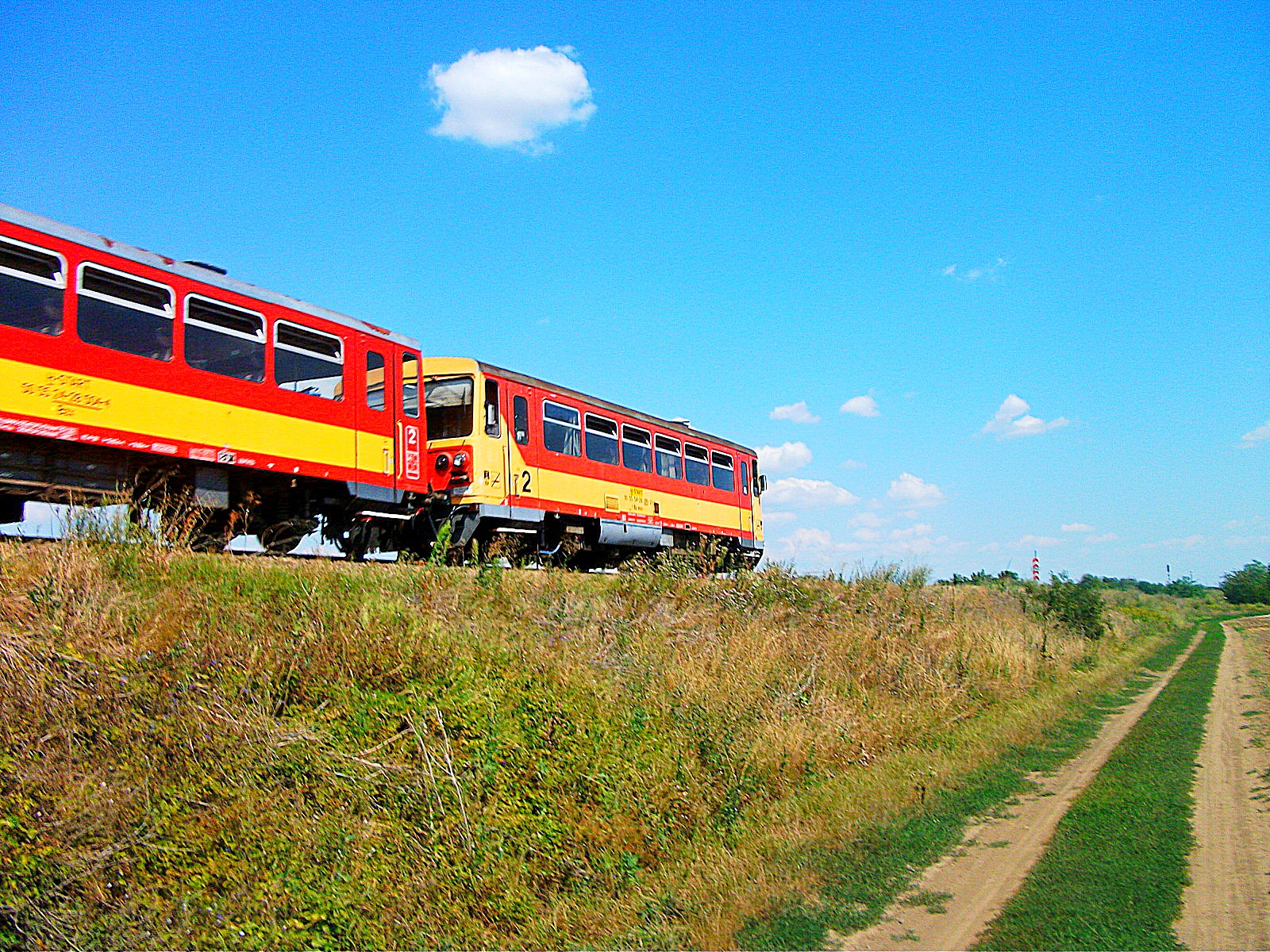
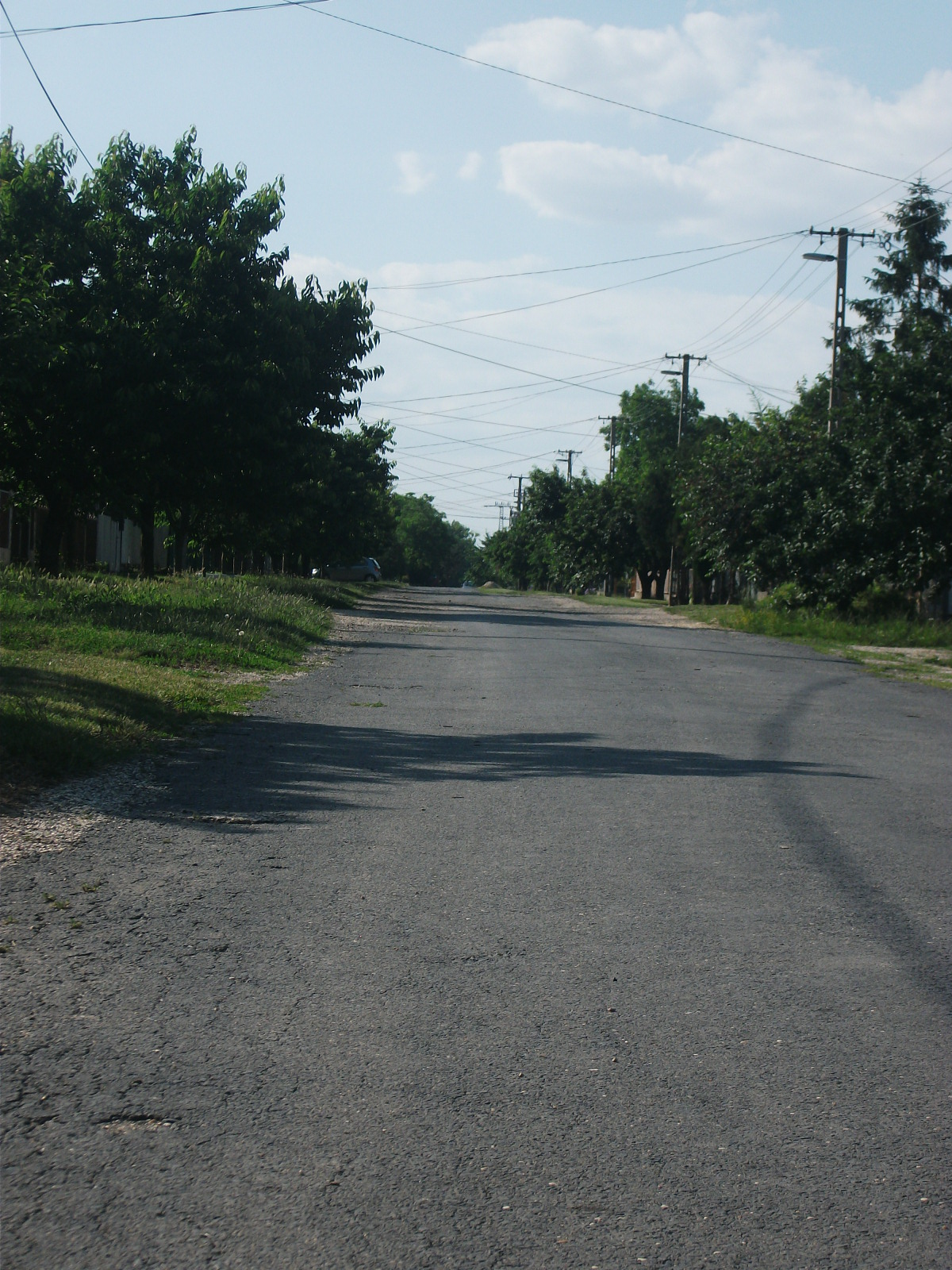
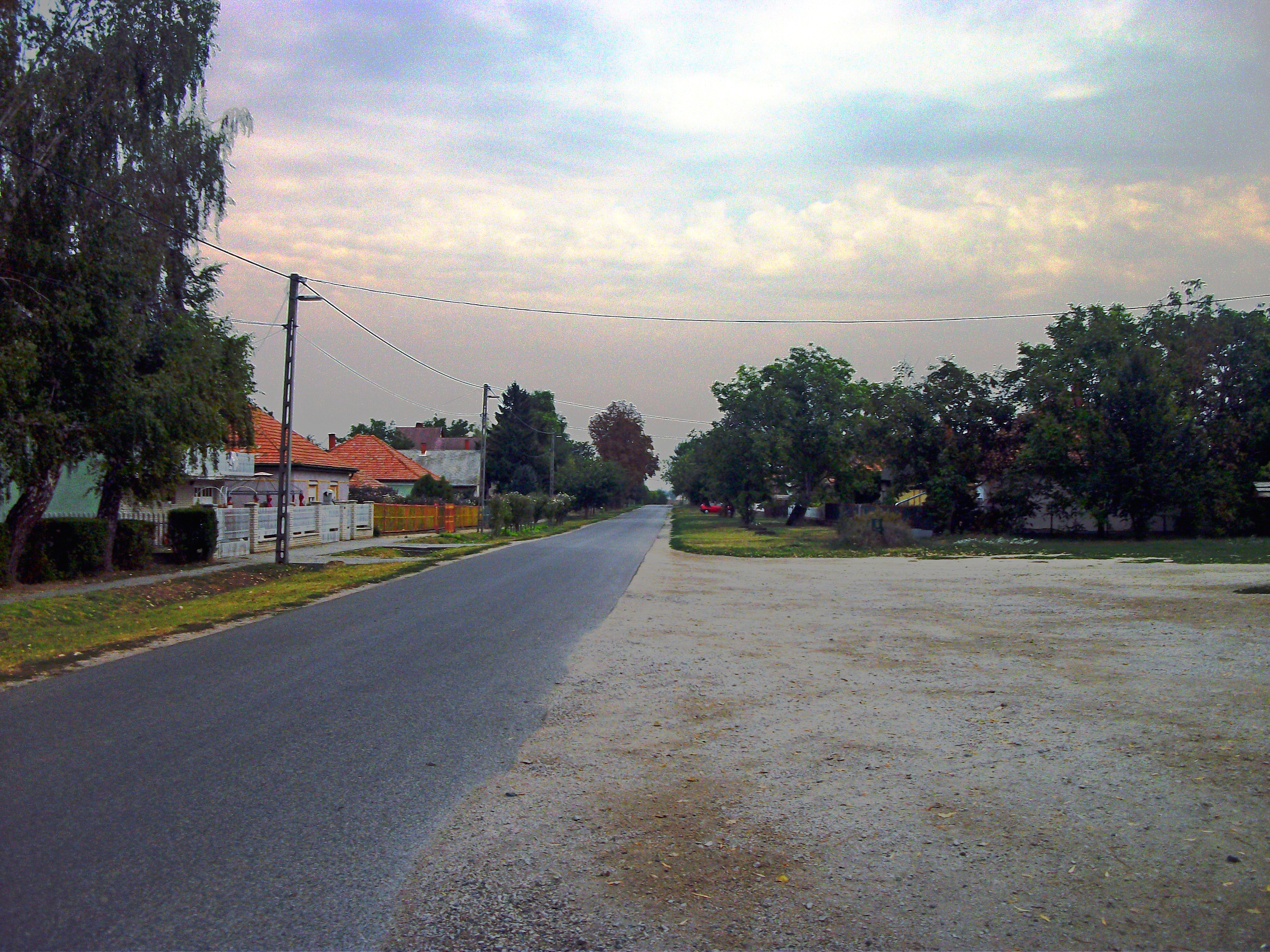
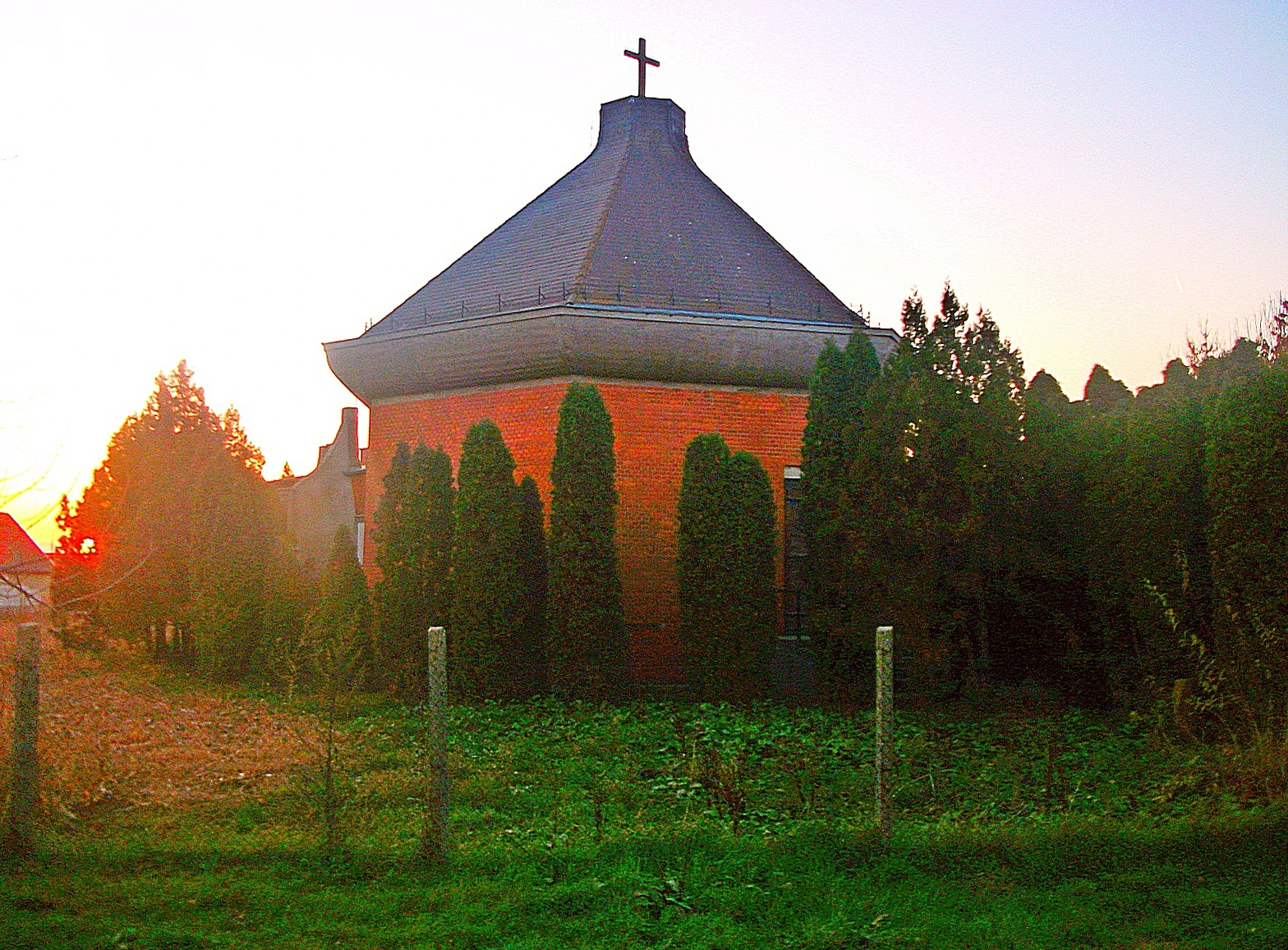
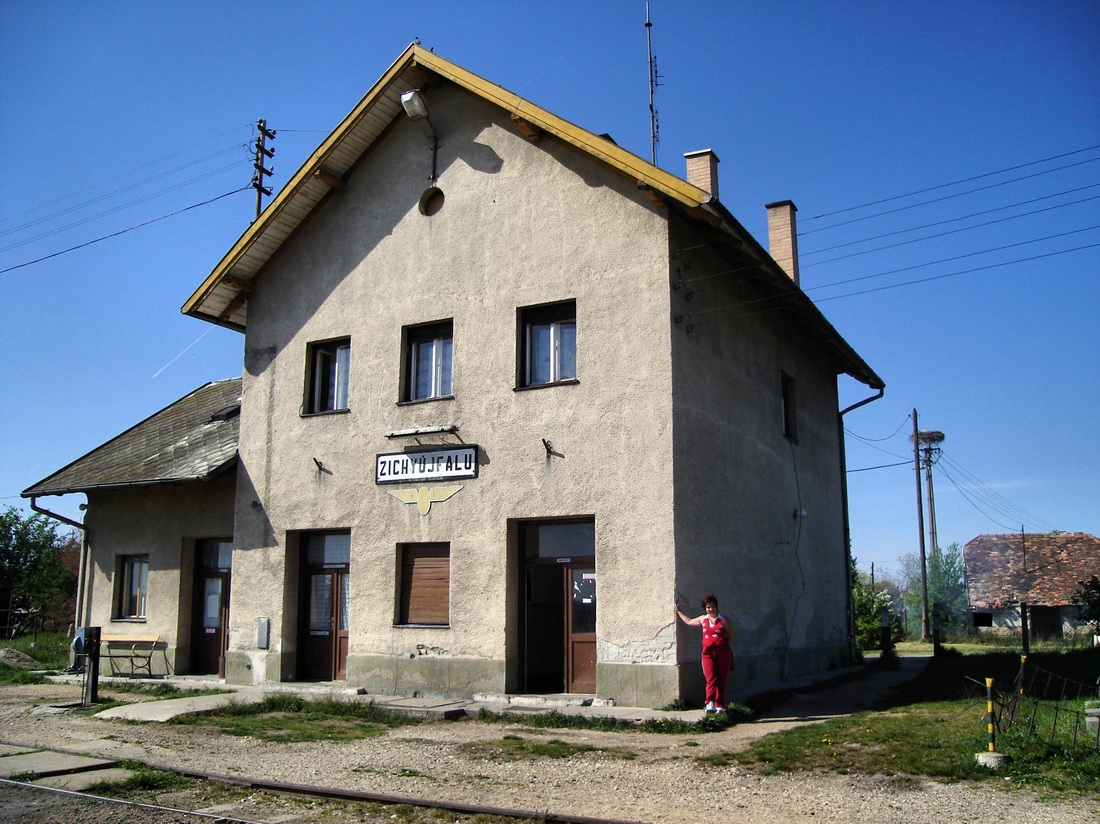